# حرب التربوت
كانت حرب التربوت (سمك الترس) نزاعًا عالميًا على مكامن الصيد بين كندا (بتأييد شعبي من المملكة المتحدة وأيرلندا) وإسبانيا (مدعومة من الاتحاد الأوروبي وآيسلندا).
في 9 مارس عام 1995، صعد الضباط المسؤولون الكنديون الموجودون في سفينة خفر مصائد الأسماك الكندية كايب روجر على متن طوافة الصيد الاسبانية إيستاي من غالاسيا في المياه الدولية التي تبعد 220 ميل بحري (410 كم) عن الشريط الساحلي الشرقي لكندا بعد إطلاق ثلاث طلقات رشاش عيار 50 على مقدمتها. اعتقلوا طاقم الطوافة وجرّوا استياي إلى الميناء الكندي. ادّعت كندا أن سفن صيد الأسماك الخاصة بالاتحاد الأوروبي كانت تفرط في صيد سمك الهلبوت الغرينلاندي (المعروف أيضًا باسم سمك التربوت الغرينلاندي) في المكان الخاضع لمنظمة مصائد أسماك شمال غرب الأطلسي في الغراند بانكس (الضفف الكبيرة) التابعة لنيوفاوندلاند، على مشارف المنطقة الاقتصادية الخالصة الكندية المصرح بها ضمن نطاق 200 ميل بحري.

## تمهيد
تغيرت نطاقات مياه البحار الإقليمية عبر الزمن، بدأت بثلاثة أميال بحرية (5.6 كم) «مدى قذيفة مدفع» كمياه إقليمية، تغيرت وأصبحت امتدادًا طويلًا مقدرًا بنحو 12 ميل بحري (22 كم). يمتد التحكم الاقتصادي على البحار المحيطة بالدول إلى 200 ميل بحري (370 كم) وهي المنطقة الاقتصادية الخالصة المُتفق عليها في المؤتمر الثالث الخاص باتفاقية الأمم المتحدة لقانون البحار عام 1982، وأصبح معترفًا عليها عالميًا في 14 نوفمبر عام 1994.
كمستعمرة ذات حكم ذاتي ودولة مرتبطة بالتاج البريطاني (دومينيون)، وُضعت سياسة نيوفاوندلاند الخارجية، كما سياسة كندا، من قِبل الحكومة البريطانية حتى تشريع وستمنستر لعام 1931. على أي حال، في عام 1934، صوتت حكومة نيوفاوندلاند بالخضوع لإدارة الهيئة المُعيّنة من قِبل لندن؛ استمر هذا الوضع حتى عام 1949 حين انضمت إلى الكونفدرالية الكندية (الاتحاد الكندي).
بعد الكونفدرالية، أقرّت كندا بالعديد من اتفاقيات السياسة الخارجية التي خضعت لها نيوفاوندلاند في ظل هذه الهيئة. من خمسينيات إلى سبعينيات القرن العشرين، أصبحت أساطيل صيد الأسماك المحلية والأجنبية متقدمة صناعيًا بشكل متزايد، مع وجود سفن صيد الأسماك الحديثة الضخمة خارج موانئ نيوفاوندلاند. تمكنت الأساطيل الأجنبية المتركزة في نيوفاوندلاند من الصيد خارج نطاق 12 ميل بحري (أي خارج المياه الإقليمية)، بينما يمكن للأساطيل المحلية الصيد في كِلا المنطقتين؛ المياه الإقليمية والمنطقة التي تليها.
أعلنت العديد من الدول حول العالم المناطق الاقتصادية الخالصة التي تمتد لنحو 200 ميل بحري، ومن ضمنها الولايات المتحدة؛ فعلت كندا ذلك أيضًا عام 1977. حدود المنطقة الاقتصادية الخالصة هي قضية سياسية خارجية، إذ توجد حقوق متداخلة، كما كانت الحالة بين كندا والولايات المتحدة في خليج مارين ومضيق مدخل ديكسون ومضيق خوان دي فوكا وبحر بيوفورت، وأيضًا بين كندا وفرنسا كما في منطقة سان بيير وميكلون.
بين عام 1973 وعام 1982 تفاوضت الأمم المتحدة ودولها الأعضاء في مؤتمر قانون البحار، كان أحد أجزاء الاتفاق مبدأ السماح للدول بإعلان المنطقة الاقتصادية الخالصة. على الرغم من أنه لم يُعتمد في القانون الدولي حتى عام 1982، أصبحت إمكانية الإعلان واقع فعلي عام 1977، مع استنتاج هذه الأجزاء -من مفاوضات المؤتمر الثالث- المتعلقة بالحدود البحرية والسيطرة الاقتصادية.
في سبعينيات القرن العشرين كان الإفراط في صيد الأسماك من قِبل السفن الصناعية في مياه المقاطعات الكندية الشرقية الأخرى واضحًا، على الرغم من استمرار تجاهل كل الحكومات الفدرالية المتعاقبة لهذه القضية، وحتى أنها ساهمت بها من خلال إصدار رخص صيد الأسماك لمزيد من السفن المحلية والأجنبية.
بعد إعلان كندا لمنطقتها الاقتصادية الخالصة بنطاق 200 ميل بحري عام 1977، إجمالًا، تمكن صيادو السمك في كندا الشرقية من الصيد بحرية دون الخوف من التنافس مع الأساطيل الأجنبية. أمّنت الحكومة الكندية حوافزًا لزيادة أسطول الصيد المحلي والصناعة المحلية. في نفس الوقت، حُددت كمية الصيد الإجمالية المسموح بها السنوية على مستوى مرتفع جدًا حتى أصبح نفوق الأسماك ضعف ذلك الموجود في مخزون العائد الأقصى المستدام.
خلال أواخر سبعينيات وأوائل ثمانينيات القرن العشرين، نما الأسطول المحلي الساحلي الكندي، إذ سارعت شركات صيد الأسماك والصيادون للاستفادة من ذلك الوضع. وخلال هذا الوقت أيضًا، لوحظ أن الأساطيل الأجنبية قد دُفعت إلى 200 ميل بحري خارجًا واستُبعدت من المياه الكندية الغنية، فزادت من حصاد صيدها في المناطق الصغيرة من الغراند بانكس (الضفف الكبيرة) التي كانت خارج المنطقة الاقتصادية الخالصة. افترض علماء كندا المتخصصون بصيد الأسماك أنه فقط 5% من مخزونات سمك القد الأطلسي تعيش في المياه العالمية الخاضعة لمنظمة مصائد أسماك شمال غرب الأطلسي. كان نحو 95% من مخزون سمك القد يعيش داخل المنطقة الاقتصادية الخالصة الكندية، حيث يُسمح فقط للسفن الكندية بالاصطياد. بحلول أواخر ثمانينيات القرن العشرين، أُفيد بكميات قليلة مُصادة من سمك القد الأطلسي على طول الشريط الساحلي الأطلسي وبدأت الحكومة الفدرالية والمواطنون في المناطق الساحلية في المنطقة بمواجهة واقع أن الإفراط في الصيد المحلي والخارجي قد تسبب بخسائر فادحة. في النهاية، استُنزفت مخزونات سمك القد بشدة في المنطقة الاقتصادية الكندية الخالصة وما حولها. مترددةً في اتخاذ الاجراءات في وقتٍ تتناقص فيه الشعبية السياسية، أُجبرت الحكومة الفدرالية في النهاية على اتخاذ إجراءات صارمة عام 1992 وأُعلن عن تعليق نشاط صيد سمك القد الأطلسي بشكل كامل وغير مشروط. كانت حدود الصيد الكلي المسموح في المنطقة الاقتصادية الخالصة الكندية والمنطقة الخاضعة لمنظمة مصائد أسماك شمال غرب الأطلسي مبنيةً على مشورة علمية كندية. تبين أنها خاطئة وانهار مخزون سمك القد الأطلسي عام 1992، ولم يتعافَ أبدًا.
كان الأثر الفوري للأمر محسوسًا أكثر في نيوفاوندلاند، تلاه الشريط الساحلي الأطلسي لمقاطعة نوفا سكوشيا. أعلنت منظمة صيد أسماك شمال شرق الأطلسي الناشئة حظرًا لكن تأخر تطبيقه لدرجة أصبح فيها عديم التأثير. تأسست هذه المنظمة بعد التصريحات الخاصة بالمنطقة الاقتصادية الخالصة عام 1977 والتي هدفت إلى تنسيق جهود المحافظة على الأسماك بين كندا، والولايات المتحدة، والدول الأعضاء في أوروبا (الجانب الشرقي والغربي للمحيط الأطلسي). سمك القد، الذي كان لخمس أو عشر سنوات قبلًا يُصطاد بكميات كبيرة، اختفى بليلةٍ تقريبًا ووصل لنقطةٍ اعتُبر فيها من الأنواع المهددة بالانقراض ويجب حمايتها.
كان الأثر الاقتصادي في مقاطعة نيوفاوندلاند الساحلية غير مسبوق. لتخفيض أثر سياساتها -الخاصة بترخيص الصيد المفرط- المفروضة على قرويي نيوفاوندلاند، شكلت الحكومة الفدرالية سريعًا، برنامج إغاثة تحت عنوان «إستراتيجية سمك الأطلسي» لتأمين دعم مالي قصير إلى متوسط الأمد، وإعادة تأهيل وظيفي على المدى الأطول.
على الرغم من برنامج إستراتيجية سمك الأطلسي، بدأت المجتمعات المحلية الساحلية في نيوفاوندلاند ونوفا سكوشيا تشهد هجرة على نطاق لم يُر في كندا منذ قصعة الغبار التي دمرت المراعي في ثلاثينيات القرن العشرين. كان الغضب تجاه الشخصيات الفدرالية السياسية واضحًا. مع الرفض الكامل لرئيسة الوزراء كيم كامبل التي كُلّفت لوقت قصير، سيواجه أنصار الحزب الليبرالي الذي يضم رئيس الوزراء التالي جان كريتيان الغضب المستمر للشعب الذي هلكت كل سبل عيشه نتيجة عقودٍ من الإهمال وسوء إدارة الحكم الفدرالي، الشعب الذي بدأت مجتمعاته وقيم ممتلكاته وثروته وطريقة حياته بالانحدار بشكل متسارع.